# Ланцеделли, Йозеф
Йозеф (Джузеппе) Ланцеделли (нем. Joseph Lanzedelly; 26 апреля 1774 или 26 февраля 1772, Кортина-д’Ампеццо, Венеция — 13 июня 1832 или 5 декабря 1831, Кортина-д’Ампеццо, Венеция или Вена) — итальянский литограф, работавший в Австрии. Иногда его именуют Старшим, чтобы отличать от сына — менее известного литографа, Йозефа Ланцеделли Младшего (причём их работы в некоторых случаях путают).

## Биография
Родился в 1772 году в Кортина-д’Ампеццо в Доломитовых Альпах в семье часовщика. Учился сперва в Венецианской, а затем (с 1806 года) — в Венской академии художеств. Ланцеделли заинтерсовался литографией вскоре после её изобретения и литографировал свои ранние акварельные работы в мастерской у  Адольфа Фридриха Кунике.
Ланцеделли внёс важный вклад в распространении моды на литографии в Вене. Он создавал портретные, а также жанровые работы, вдохновленные произведениями английских и французских граверов, таких как Филибер Луи Дебюкур.
Оба его сына — Йозеф (1807–1879) и  Карл (1815–1865) тоже стали литографами.

## Галерея

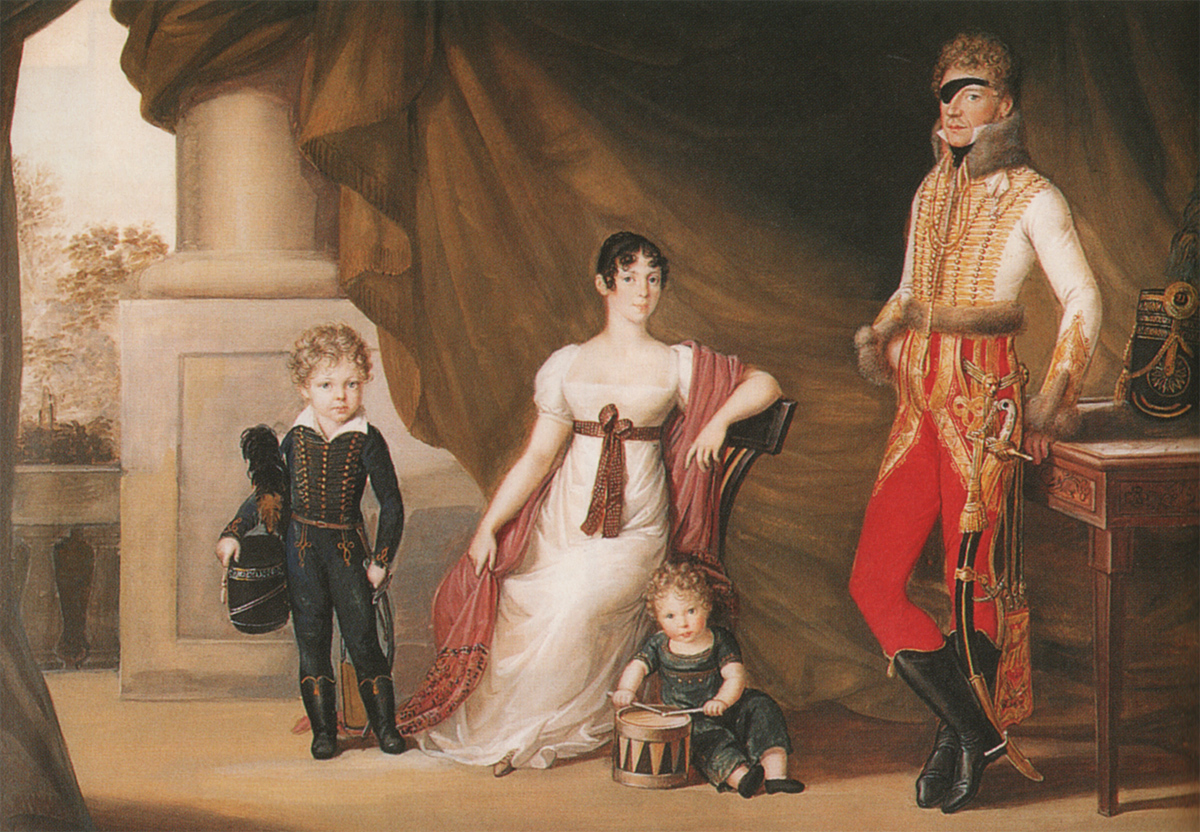
Генерал Нейпперг со своей первой женой графиней Терезией фон Пола и старшими сыновьями Альфредом и Фердинандом
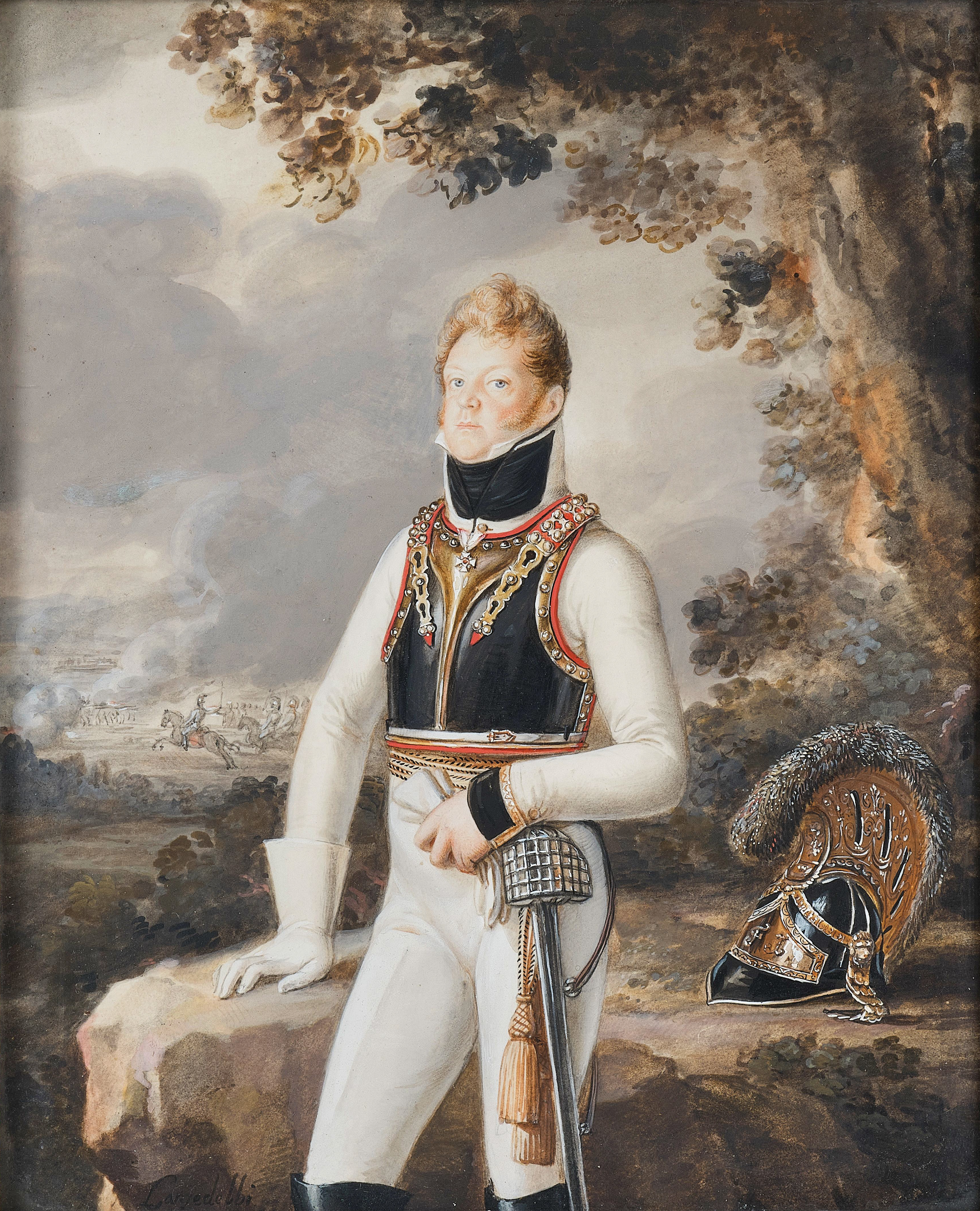
Принц Мориц фон Лихтенштейн
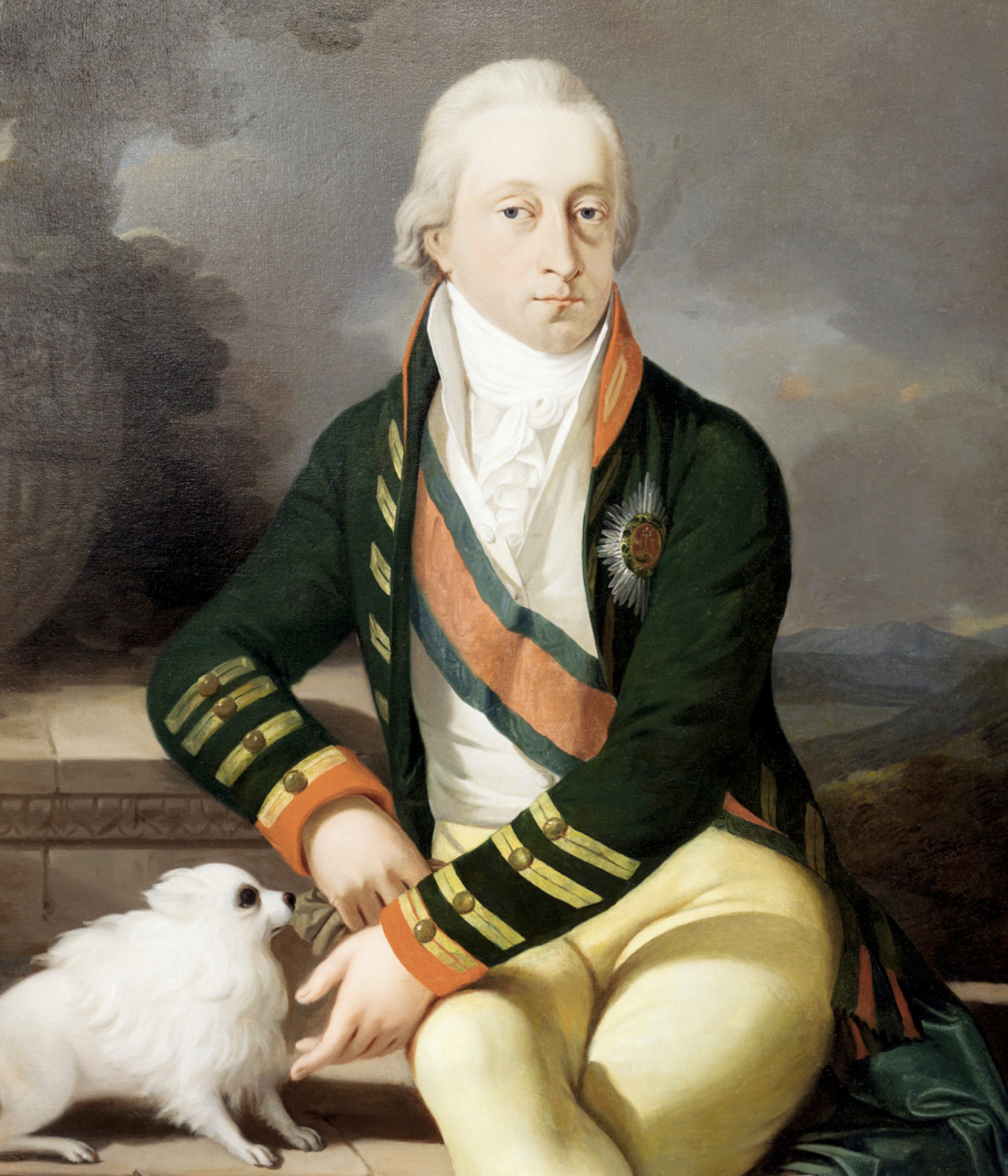
Князь Николай Эстергази с собачкой
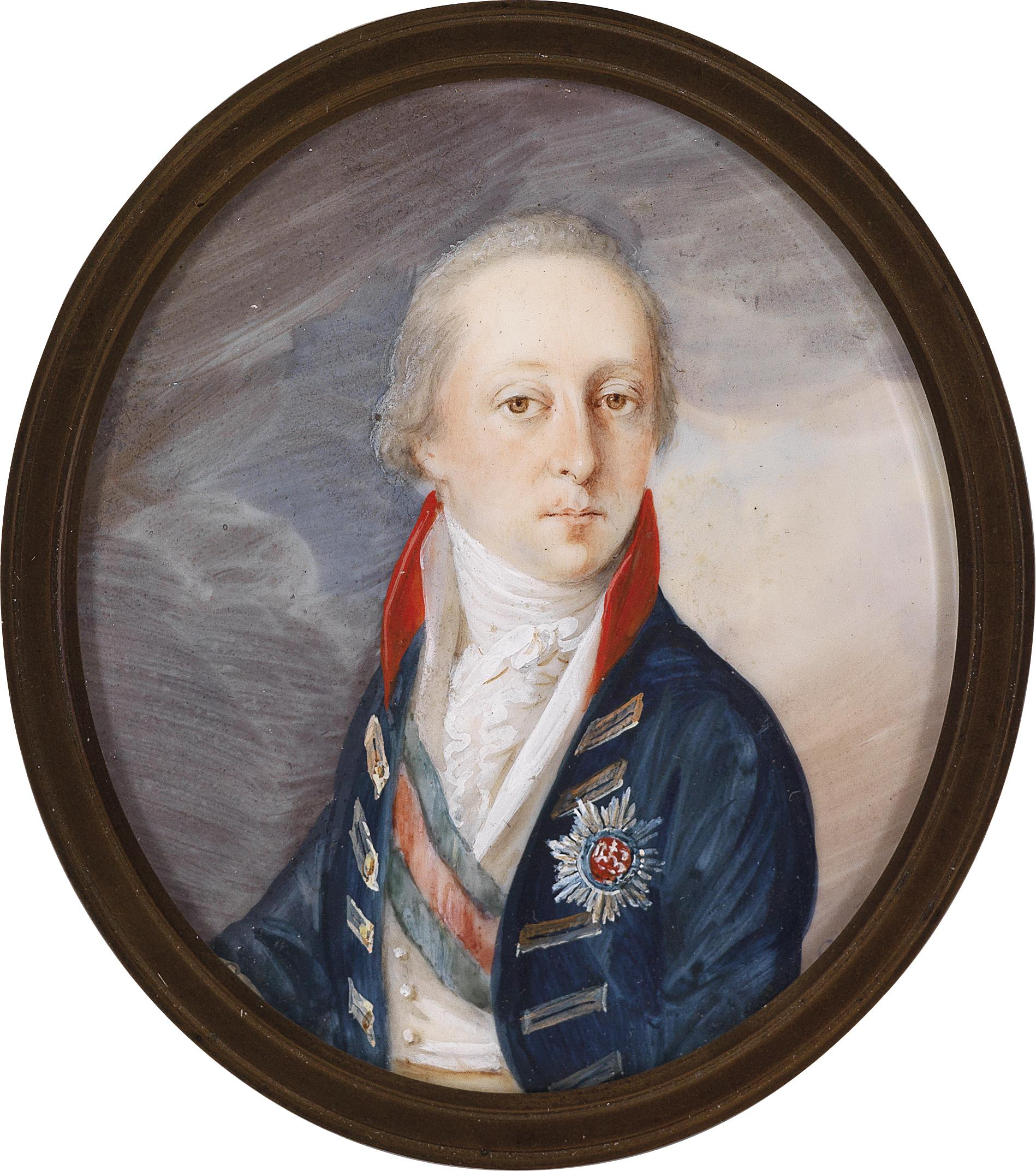
Князь Николай Эстергази
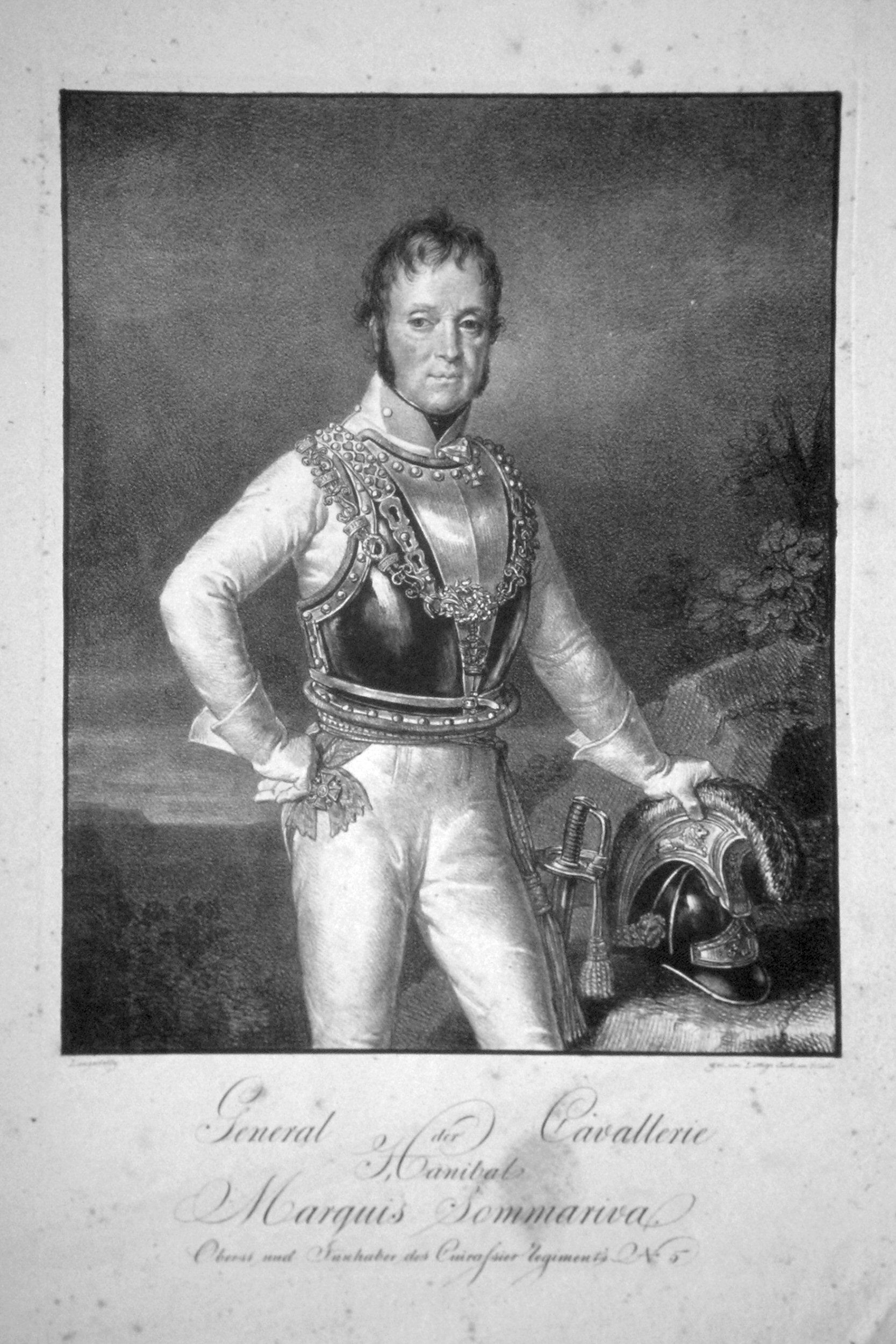
Генерал Ганнибал фон Соммарива
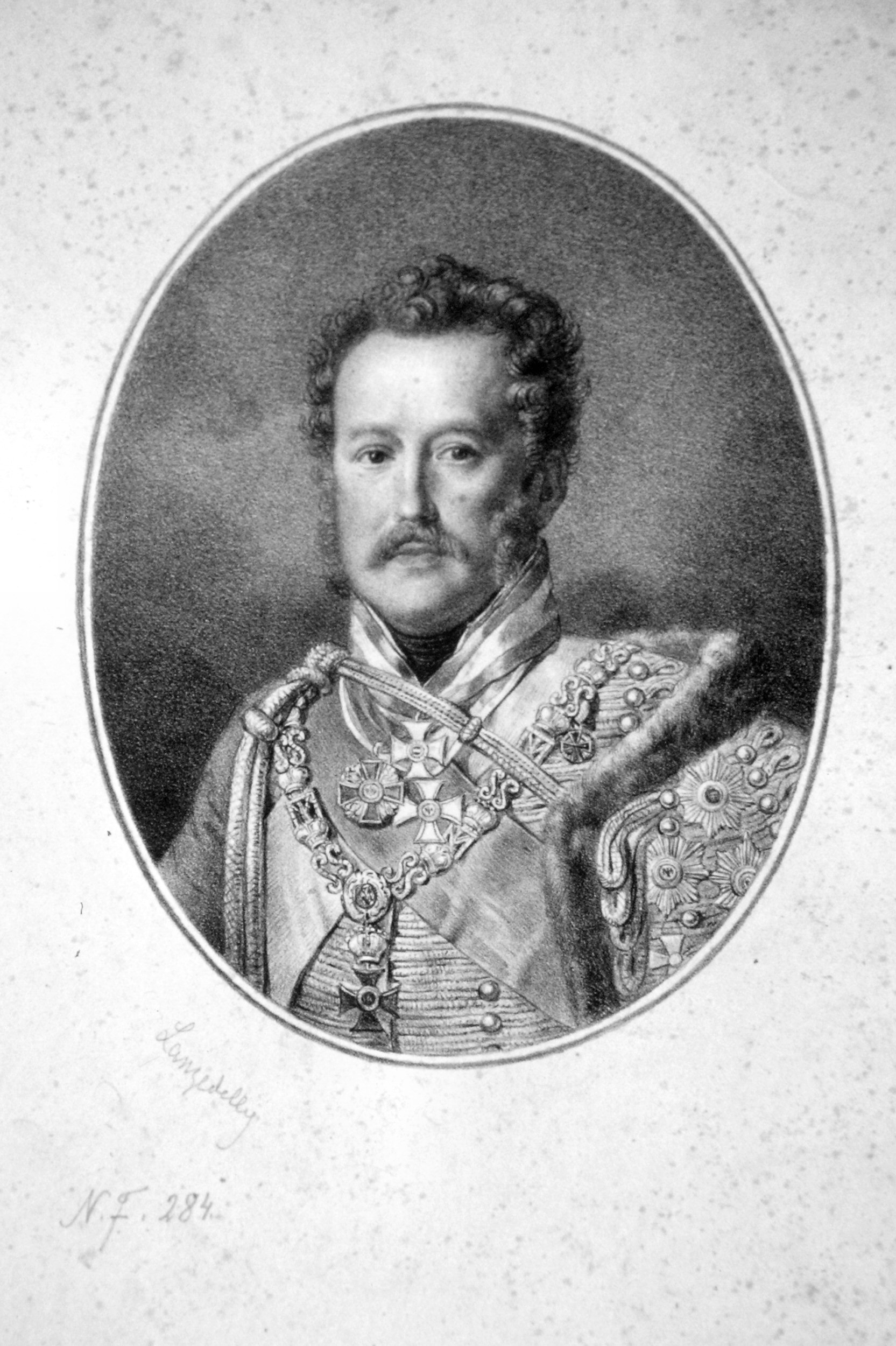
Ландграф Фридрих VI Гессен-Гомбургский
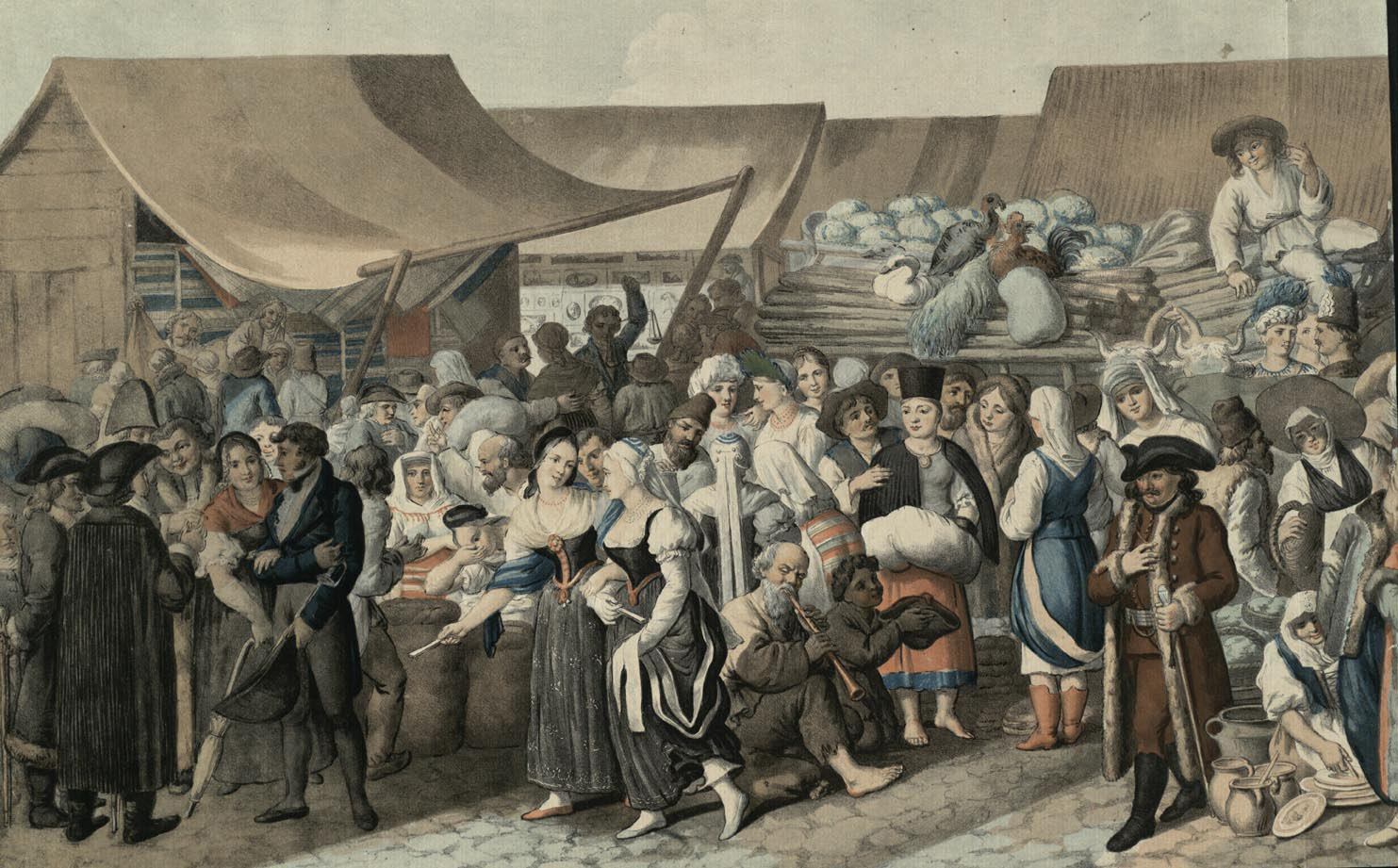
Рынок в Трансильвании. Фрагмент.
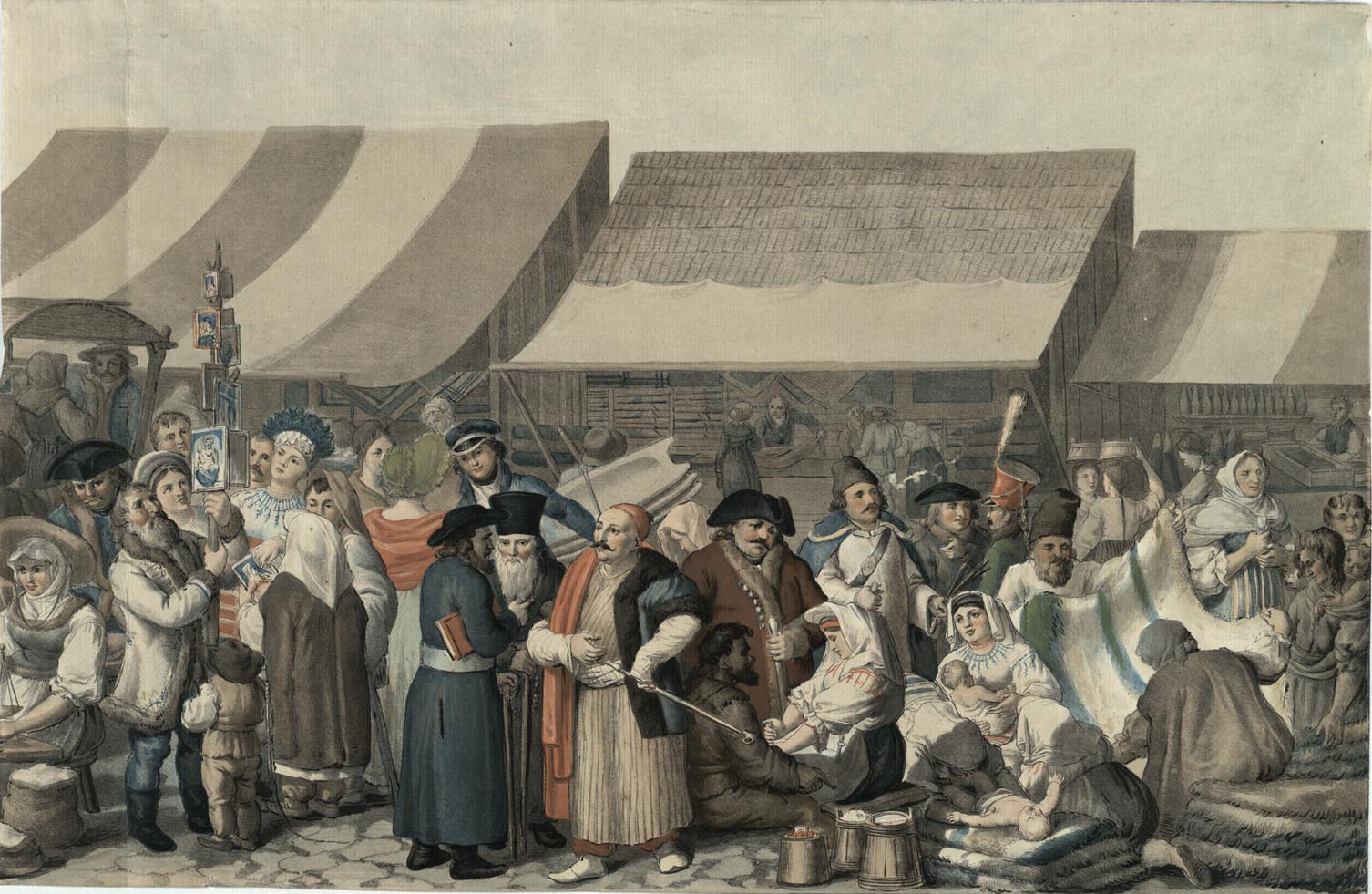
Рынок в Трансильвании. Фрагмент.
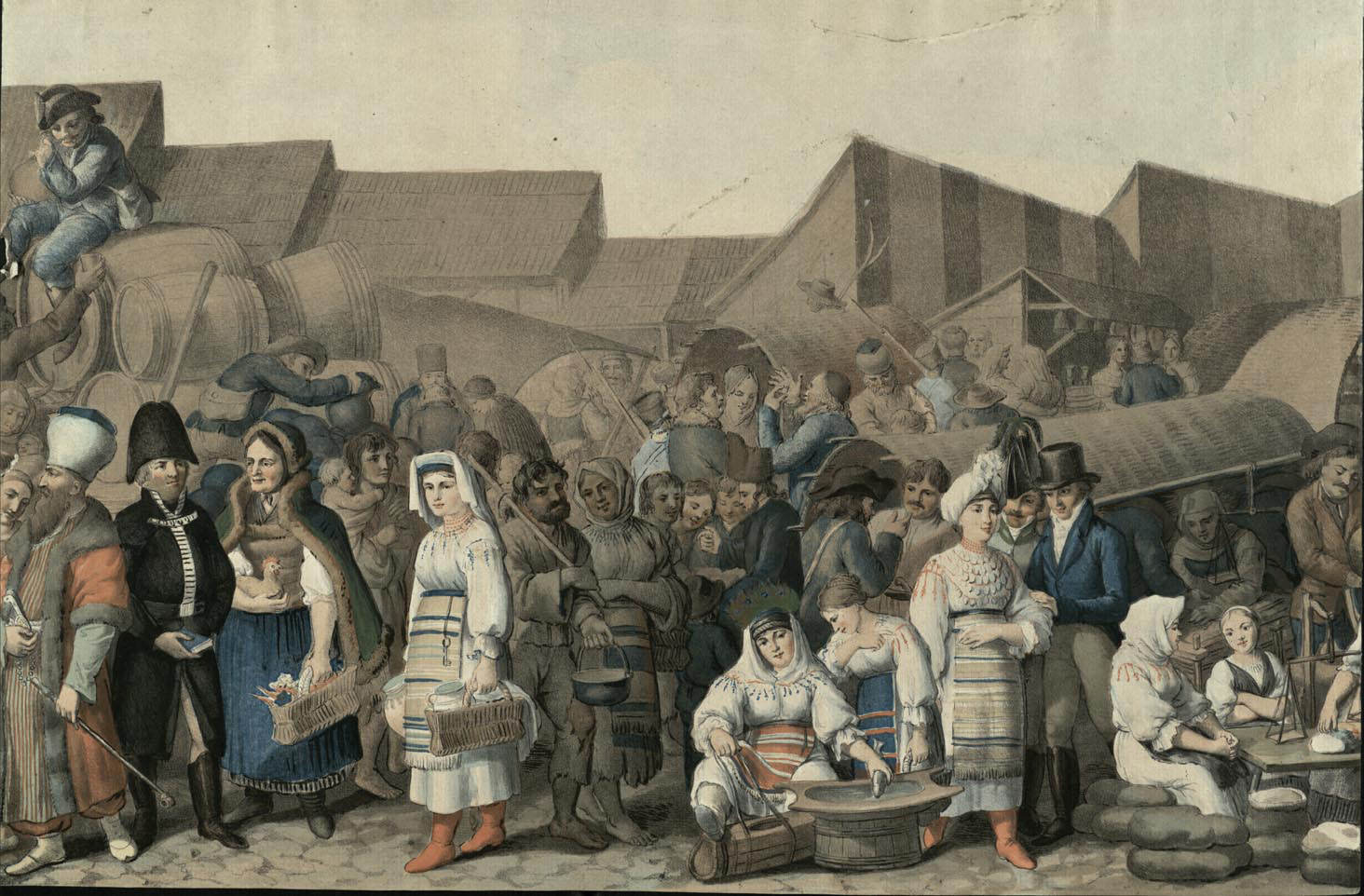
Рынок в Трансильвании. Фрагмент.